# 시스쿠 천주당

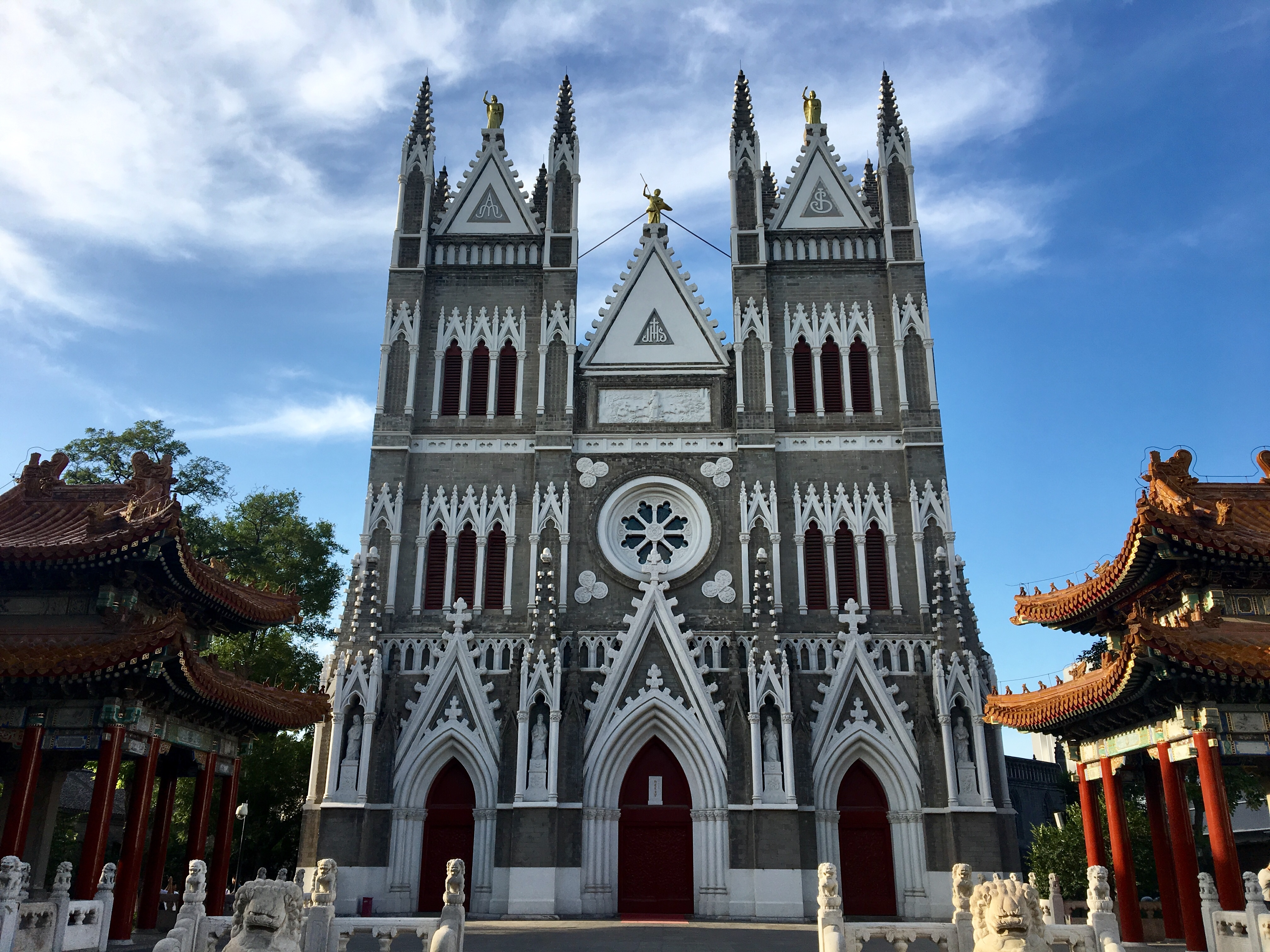
시스쿠 천주당

시스쿠 천주당(중국어 간체자: 西什库天主堂, 정체자: 西什庫天主堂)은 중화인민공화국 베이징시 시청구에 있는 가톨릭 성당이다. 이 교회는 원래 1703년 프랑스 예수회에 의해 설립되었다.